# 아이부인
아이부인(阿尒夫人)은 부친(父親)과 모친(母親)이 미상(未詳)으로 누구지 알 수 없다. 역사 기록(記錄)에 사라졌다. 백제(百濟)의 제14대 국왕(國王)인 근구수왕(近仇首王)의 왕비(王妃)이다.

## 생애
근구수왕의 제1왕비이며, 침류왕과 진사왕의 어머니이다. 백제시대 주요 지배세력의 하나였던 진씨(眞氏) 출신으로 추측된다.

## 가계
- 아버지 : 미상
- 어머니 : 미상
  - 부군 : 근구수왕(近仇首王)
  - 왕후 : 아이부인(阿尒夫人)
    - 아들 : 침류왕(枕流王)
      - 손자 : 아신왕(阿莘王)

    - 아들 : 진사왕(辰斯王)
- 시아버지 : 근초고왕(近肖古王)
- 시어머니 : 진씨(眞氏)

## 아이부인이 등장하는 작품
- 《근초고왕》(KBS, 2011년~2011년, 배우:함은정)

## 참고 문헌
- 삼국사기(三國史記)
- 백제왕위계승고(百濟王位繼承考)(이기백 역사학보(歷史學報) 11 1959)